# بوب فلاورز
بوب فلاورز (بالإنجليزية: Bob Flowers)‏ هو لاعب كرة قدم أمريكية أمريكي، ولد في 6 أغسطس 1917 في بيغ سبرينغ في الولايات المتحدة، وتوفي في 8 ديسمبر 1962.

## وصلات خارجية
- بوب فلاورز على موقع مرجع كرة القدم المحترفة.كوم (الإنجليزية)